# Jan Janský
 (novembre 2015).
Jan Janský, né le 3 avril 1873 à Prague et mort le 8 septembre 1921 à Černošice (près de Prague), est un sérologiste, neurologue et psychiatre tchécoslovaque. Il est à l'origine de la première classification de sang dans les quatre types (A, B, AB, O) du système de groupe sanguin ABO. Il fut un partisan du don de sang volontaire.

## Biographie
Janský étudie la médecine à l'Université Charles de Prague. À partir de 1899, il travaille dans la clinique psychiatrique de Prague. En 1914, il est nommé professeur. Pendant la Première Guerre mondiale, Janský sert deux ans en tant que médecin au front jusqu'à ce qu'une crise cardiaque l'en empêche. Après la guerre, il travaille comme neuropsychiatre dans un hôpital militaire (Vojenská de nemocnice). Il a une angine de poitrine et meurt d'un accident ischémique transitoire.

## Recherches
Grâce à ses recherches psychiatriques, Janský a essayé de trouver une corrélation entre les maladies mentales et les maladies du sang. Il n'a trouvé aucune corrélation existantes et a publié une étude, Hematologická studie u psychotiků (1907, "étude hématologique des psychotiques"), dans laquelle il a classé le sang en quatre groupes I, II, III, IV. Cette découverte est passée presque inaperçue.
En 1921, une commission médicale américaine a reconnu la classification de Janský en plus de la classification de Karl Landsteiner du sang en trois groupes (Prix Nobel de physiologie ou médecine en 1930). La classification de Janský reste en usage aujourd'hui. Une classification similaire a été décrit par William Moss Lorenzo, à l'exception du I et IV de Moss était à l'opposé de celle de Janský, menant à la confusion en transfusion sanguine jusqu'à ce que l'utilisation du système ABO soit devenue la norme.